# Ou în ceai negru
Oul în ceai negru este un aliment chinezesc, de obicei vândut drept gustare, preparat prin fierberea în ceai, sos și/sau condimente a unui ou deja fiert, dar căruia i se crapă coaja ușor. Este cunoscut și sub numele de ou marmorat, datorită fisurilor din coajă care creează linii închise la culoare, similare cu cele din marmură. Aceste ouă sunt de obicei vândute pe stradă sau în piețe de noapte în majoritatea comunităților chineze din întreaga lume, dar și în restaurante orientale. Deși este originar din China și este în mod tradițional asociat cu bucătăria chinezească, alte rețete similare și variațiuni au fost create în Asia.

## Mod de preparare

### Metoda tradițională
Ouăle parfumate și aromate în ceai sunt un aliment tradițional chinezesc. Rețeta originală folosește diverse condimente, sos de soia și frunze de ceai negru. Un condiment frecvent utilizat pentru aromatizarea ouălor este pudra de cinci mirodenii, care conține scorțișoară, anason, semințe de fenicul, cuișoare și boabe de piper Szechuan măcinate. Unele rețete nu folosesc frunze de ceai, dar sunt totuși numite „ouă în ceai”. În metoda tradițională de preparare, ouăle sunt fierte tari. Ouăle fierte sunt apoi scoase din apă și coaja fiecărui ou este ușor crăpată de jur împrejur. Fisurile mici produc un efect marmorat mai puternic, vizibil atunci când oul este decojit pentru a fi mâncat. Apa care s-a infiltrat în ou în timpul fierberii trebuie lăsată să se scurgă natural. După aproximativ zece minute, ouăle crăpate sunt gata pentru a fi introduse în ceaiul condimentat și fierte încet, la foc mediu. Această fierbere permite lichidului condimentat să se infiltreze prin fisuri și să marineze ouăle în interiorul cojilor. După aproximativ douăzeci de minute, ouăle și lichidul sunt transferate într-un recipient de ceramică sau sticlă și refrigerate. Pentru cele mai bune rezultate, ouăle trebuie să rămână în lichid timp de cel puțin câteva ore. Culoarea întunecată de ceaiului condimentat dă ouălor un efect marmorat atunci când sunt decojite pentru a fi consumate.

### Metoda rapidă

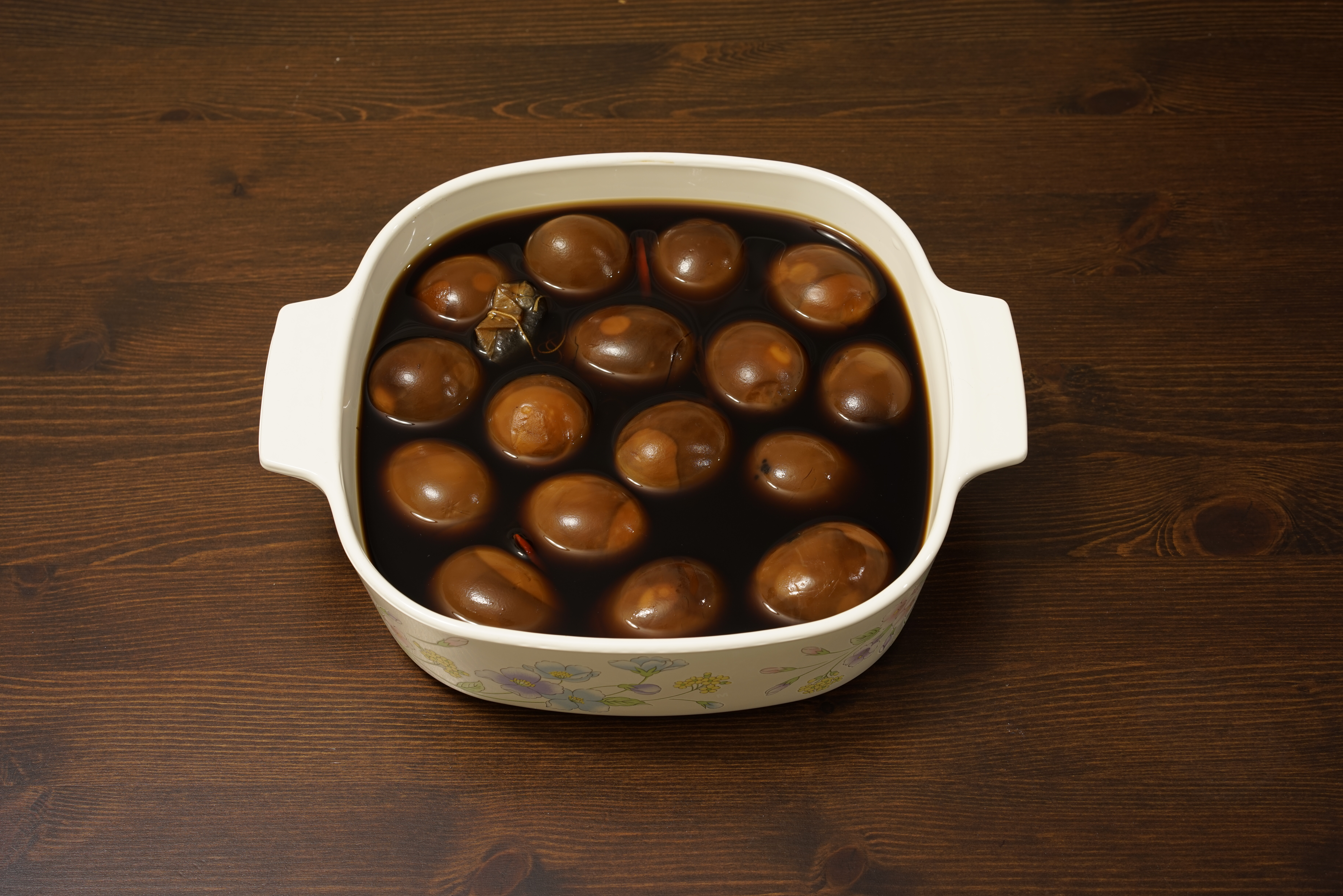
În metodă rapidă, coaja este înlătuartă înainte de colorare.

O altă metodă de a face ouă în ceai este de a fierbe ouăle tari, apoi decojite și puse în ceaiul condimentat la foc mic pentru puțin timp. Ouăle și lichidul sunt apoi refrigerate într-un recipient de ceramică sau sticlă. Această metodă necesită o durată de preparare mai scurtă decât metoda tradițională. În schimb, oul este mai puțin atrăgător, fără efectul marmorat prezent la cele preparate prin metoda tradițională. Ouăle pot fi consumate în orice moment. Cu cât rămân mai mult în ceaiul condimentat, cu atât aroma va fi mai puternică. Un ou în ceai negru perfect condimentat ar trebui să prezinte o aromă echilibrată între cea naturală, de ou, și cea de condimente. Metoda prin crăparea cojii este cea formală pentru această rețetă de ou.
Această rețetă de ou în ceai negru este foarte similară cu cea de ou în soia.

## Aspect și aromă

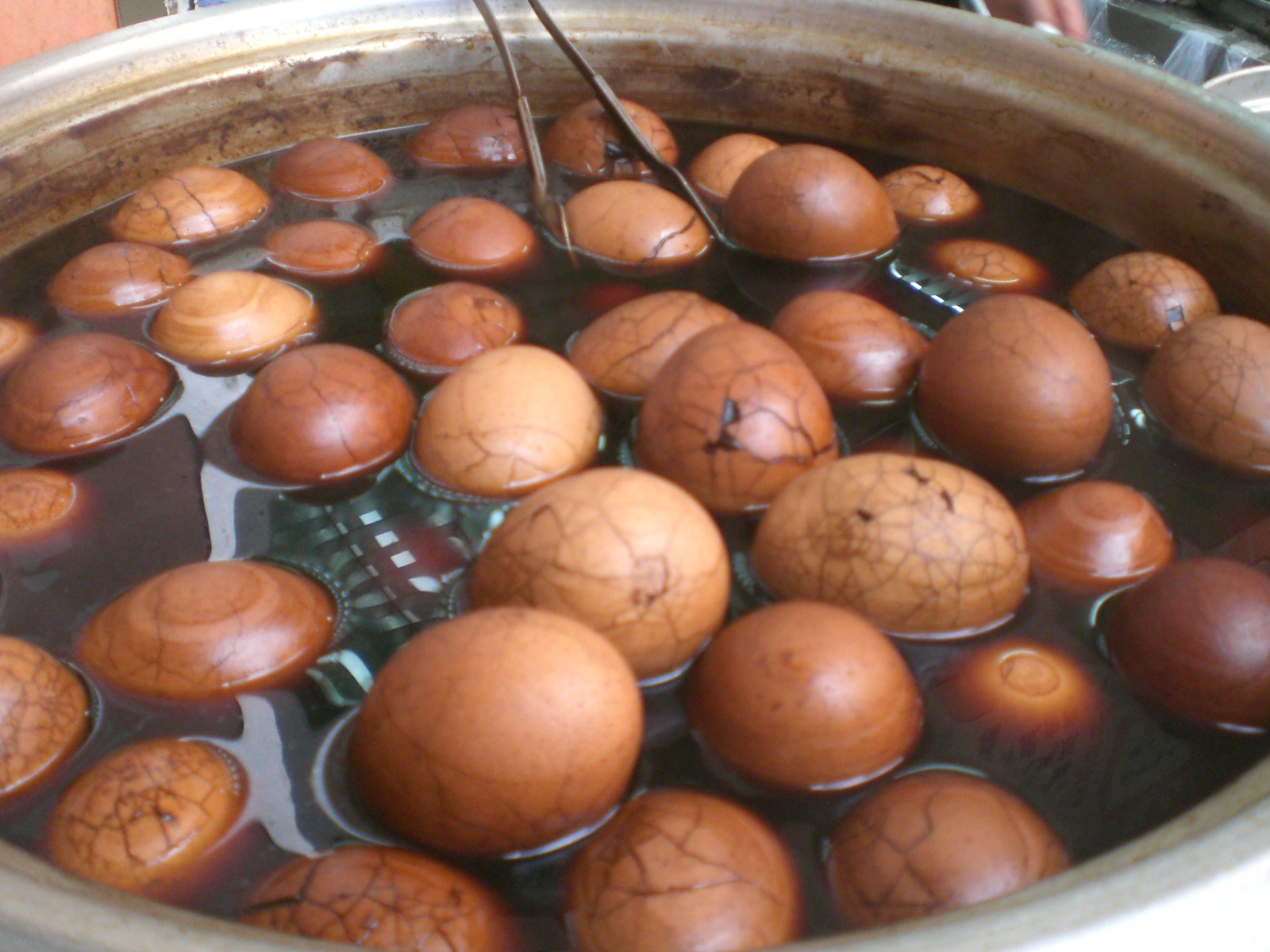
Un lot de ouă în ceai încă în coajă, lăsate în amestecul de condimente și ceai

Când coaja este înlăturată, oul ar trebui să aibă pete deschise și închise de culoare maro, cu un ton maroniu-mediu de-a lungul fisurilor de coajă. Gălbenușul trebuie să fie complet galben, iar ouăle răsfierte vor avea un strat gri subțire pe exteriorul gălbenușului. Aroma depinde de ceai (tip și concentrație) și de varietatea de condimente folosite. Amestecul de  cinci mirodenii dă un gust ușor sărat albușului, iar ceaiul ar trebui să evidențieze aroma gălbenușului.

## Variațiuni

### China continentală

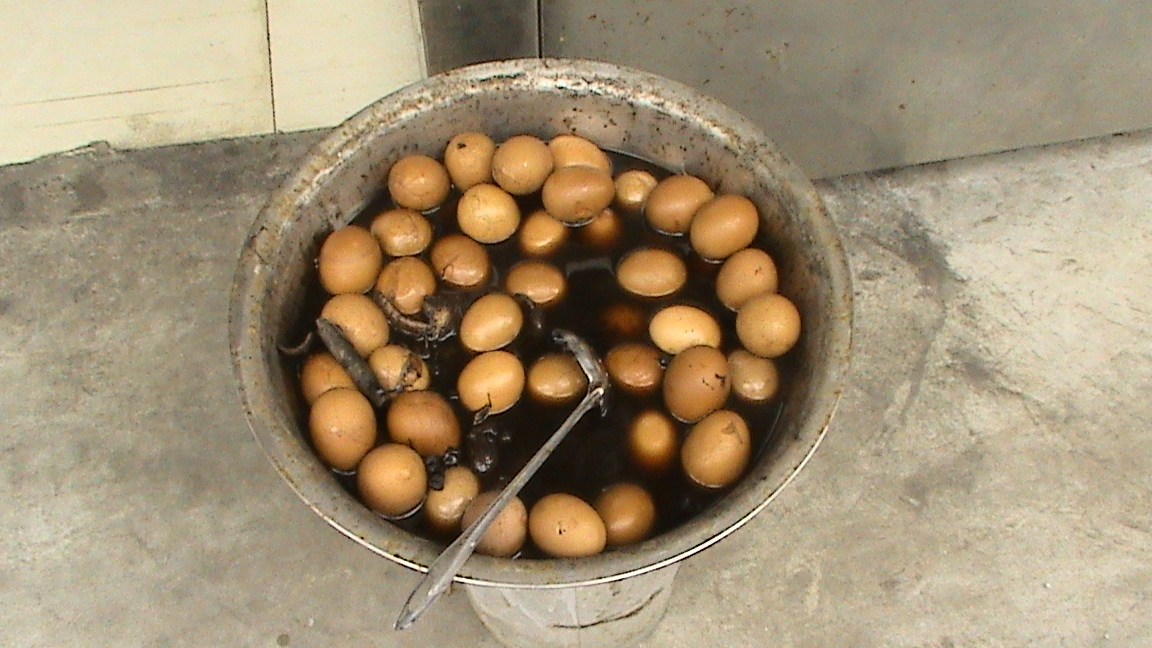
Ouă în ceai într-un bol de metal, pe o sursă de căldură. O priveliște obișnuită în toată China

În China continentală, ouăle în ceai sunt un aliment uzual. Ouăle sunt vândute în magazine, restaurante și de vânzătorii ambulanți.

### Taiwan
În Taiwan, ouăle în ceai sunt specifice magazinelor alimentare. Doar în lanțul de magazine 7-Eleven se vând în medie 40 de milioane de ouă în ceai anual. În ultimii ani, marii producători de ouă în ceai au început să producă ouă cu aromă de fructe, precum zmeură și afine, dar și ouă de rață sărate.

### Indonezia și Malaezia
În Indonezia și Malaezia, ouăle în ceai au fost preluate în bucătăria nativă sub numele de telur pindang, iar ingredientele au fost ușor schimbate. În Indonezia, ouăle telur pindang sunt fierte tari într-un amestec de condimente, sare și sos de soia. În loc de ceai negru, versiunea indoneziană folosește coji de ceapă eșalotă, frunze de lemn de tec sau frunze de guava ca agenți de colorare. Telur pindang este găsit pretutindeni în Indonezia, dar este mult mai răspândit în Java și Sumatra de Sud. Ouăle telur pindang sunt adesea servite ca parte a tumpeng, nasi kuning sau nasi campur. În Yogyakarta, telur pindang este adesea servit cu nasi gudeg sau doar cu orez.
În ce privește Malaezia, se crede că telur pindang își are rădăcinile în statul Johor, unde este cel mai popular, dar poate fi găsit în alte părți ale Peninsulei Malacca. Acest fel are chiar sub-variante ale rețetei tradiționale din Johor în multe alte regiuni din sud. Telur pindang este întâlnit doar ocazional în bucătăria malaeziană, deoarece necesită mult timp și efort, fiind servit numai la ocazii speciale precum nunți. Există însă mulți producători și furnizori de telur pindang la nivel național.

## Vezi și
- Ou centenar
- Ou în soia